# Rhinocricus moestus
Rhinocricus moestus är en mångfotingart som beskrevs av Henri W. Brölemann 1901. Rhinocricus moestus ingår i släktet Rhinocricus och familjen Rhinocricidae. Inga underarter finns listade i Catalogue of Life.